# Stefan Kondracki
Stefan Kondracki ps. Stefan (ur. 27 lipca 1913 w Łukowie, zm. 10 lipca 2004 w Lublinie) – nauczyciel, komendant obwodu Łuków Okręgu Lublin Batalionów Chłopskich.

## Życiorys
Urodził się jako syn Bronisława i Bronisławy. Przed wybuchem II wojny światowej uzyskał średnie wykształcenie pedagogiczne. Pracował jako nauczyciel.

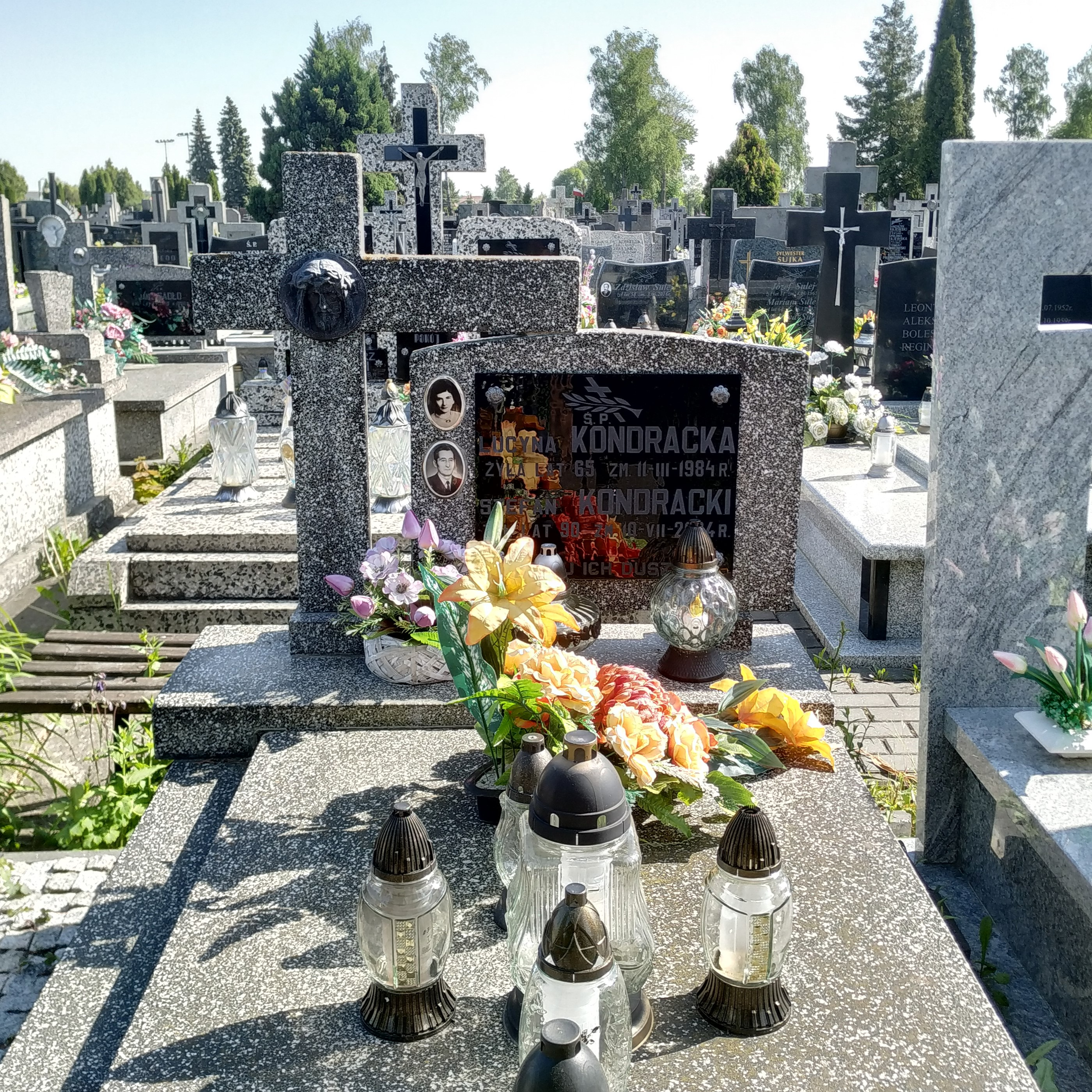
Grób Stefana Kondrackiego na cmentarzu św. Rocha w Łukowie

Po wybuchu II wojny światowej włączył się w działalność podziemną. Należał do Batalionów Chłopskich, których obwodu Łuków został we wrześniu 1943 komendantem. Walczył w Oddziale Specjalnym pod dowództwem Franciszka Cękały.
Po zajęciu Lubelszczyzny przez Armię Czerwoną ujawnił się i został aresztowany przez NKWD. Pierwotnie osadzony na terenie obozu na Majdanku, a 23 sierpnia 1944 wywieziony przez Lublin do Riazania. Następnie przebywał w Diagilewie i Susłongierze. Do kraju powrócił 31 października 1947.